# Kibangou
Kibangou (s’écrit également Kibangu) est une ville de la République du Congo, chef-lieu du district homonyme, dans le département du Niari, à 4 kilomètres au nord de la rive droite du fleuve Niari, et à environ 80 kilomètres au nord de Loubomo (actuel Dolisie), sur la route nationale numéro 3, menant à la frontière avec le Gabon.

## Démographie
Kibangou compte près de 8 000 habitants. C'est le chef-lieu d'un district où cohabitent harmonieusement les peuples bantou et éponyme. la population est majoritairement constituée des ethnies suivantes : kugni, punu, bouissi et loumbou. Il  s'agit d'un grand centre agricole.

## Richesses minérales
Le sol calcaire de ses environs y fait nourrir le projet d'une cimenterie. Son sous-sol renferme plusieurs recouses minérales exploitables (cas du cuivre).   

## Faune et flore
ll se caractérise par une grande diversité animale et végétale.  

## Végétation
La forêt et la savane se divisent quasiment à parts égales.  